# Achaeridion conigerum
Genre
Espèce
Synonymes
- Euryopis pyramidalis Simon, 1879
- Theridion conigerum Simon, 1914

Achaeridion conigerum, unique représentant du genre Achaeridion, est une espèce d'araignées aranéomorphes de la famille des Theridiidae.

## Distribution
Cette espèce se rencontre en Europe, de la France à la Suède et à la Russie,.

## Publications originales
- Simon, 1914 : Les arachnides de France. Synopsis générale et catalogue des espèces françaises de l'ordre des Araneae. Paris, vol. 6, 1re partie, p. 1-308.
- Simon, 1879 : Arachnides nouveaux de France, d'Espagne et d'Algérie. Premier mémoire. Bulletin de la Société Zoologique de France, vol. 4, p. 251-263 (texte intégral).
- Wunderlich, 2008 : On extant and fossil (Eocene) European comb-footed spiders (Araneae: Theridiidae), with notes on their subfamilies, and with descriptions of new taxa. Beiträge zur Araneologie, vol. 5, p. 140-469.